# 八堂站
八堂站（：／ Paldang yeok */?）是首都圈電鐵京義·中央線沿線的一座高架車站，位於韓國京畿道南楊州市瓦阜邑八堂里。

## 車站結構
站體為曲線式設計2面4線雙島式月台的地面車站，候車月台設有月台幕門。

### 月台配置
| ↑ 陶深          |
| ４３ \| ２１ \| |
| 雲吉山 ↓        |

| 月台 | 路線                   | 目的地                 |
| ---- | ---------------------- | ---------------------- |
| 1、2 | ●首都圈電鐵京義·中央線 | 兩水、楊平、龍門方向   |
| 3、4 | ●首都圈電鐵京義·中央線 | 清涼里、龍山、文山方向 |

## 历史
- 1939年4月1日：开始使用。
- 2007年12月27日：客运停止。
- 2008年12月29日：客运恢复。

## 车站周边
- 汉江
- 八堂大桥

## 相鄰車站
韓國鐵道公社
●首都圈電鐵京義·中央線
中央線緩行
陶深（K127）－八堂（K128）－雲吉山（K129）